# Copa de Algarve 2012
La Copa de Algarve de 2012 fue la decimonovena edición de este torneo. Es una competición anual de fútbol femenino organizada en la región de Algarve en Portugal.
Alemania se alzó con la copa al derrotar a Japón 4 a 3.

## Equipos participantes
| Equipo         | FIFA Rankings (diciembre de 2011) |
| -------------- | --------------------------------- |
| Estados Unidos | 1                                 |
| Alemania       | 2                                 |
| Japón          | 3                                 |
| Suecia         | 5                                 |
| Dinamarca      | 12                                |
| Noruega        | 12                                |
| Islandia       | 15                                |
| China          | 18                                |
| Irlanda        | 29                                |
| Hungría        | 34                                |
| Portugal       | 43                                |
| Gales          | 46                                |

## Fase de grupos

### Grupo A
| Equipo   | Pts | PJ | PG | PE | PP | GF | GC | DG |
| -------- | --- | -- | -- | -- | -- | -- | -- | -- |
| Alemania | 9   | 3  | 3  | 0  | 0  | 6  | 0  | +6 |
| Suecia   | 6   | 3  | 2  | 0  | 1  | 5  | 5  | 0  |
| Islandia | 3   | 3  | 1  | 0  | 2  | 2  | 5  | −3 |
| China    | 0   | 3  | 0  | 0  | 3  | 0  | 3  | −3 |

- Los horarios corresponden a la Hora del Oeste Europeo (WET): UTC±00:00

| 29 de febrero, 14:00 | Alemania   | 1:0     | Islandia | Estadio Municipal, Lagos                            |                                                     |
|                      | Mittag 25' | Reporte |          | Asistencia: 200 espectadores Árbitra: Jana Adámková | Asistencia: 200 espectadores Árbitra: Jana Adámková |

| 29 de febrero, 15:00 | Suecia        | 1:0     | China | Estadio Municipal, Vila Real de Santo António        |                                                      |
|                      | Göransson 83' | Reporte |       | Asistencia: 207 espectadores Árbitra: Margaret Domka | Asistencia: 207 espectadores Árbitra: Margaret Domka |

| 2 de marzo, 13:30 | Islandia        | 1:4     | Suecia                                          | Desportivo da Nora Park, Ferreiras                |                                                   |
|                   | Lárusdóttir 21' | Reporte | Schelin 2' · Göransson 13', 38' · Landström 33' | Asistencia: 150 espectadores Árbitra: Morag Pirie | Asistencia: 150 espectadores Árbitra: Morag Pirie |

| 2 de marzo, 15:00 | Alemania             | 1:0     | China | Estadio Municipal, Vila Real de Santo António         |                                                       |
|                   | Behringer 33' (pen.) | Reporte |       | Asistencia: 300 espectadores Árbitra: Katalin Kulcsár | Asistencia: 300 espectadores Árbitra: Katalin Kulcsár |

| 5 de marzo, 15:30 | Suecia | 0:4     | Alemania                                    | Estadio Municipal, Parchal                            |                                                       |
|                   |        | Reporte | Okoyino da Mbabi 24', 31', 65' · Popp 90+2' | Asistencia: 500 espectadores Árbitra: Carina Vitulano | Asistencia: 500 espectadores Árbitra: Carina Vitulano |

| 5 de marzo, 15:30 | China | 0:1     | Islandia           | Estadio Municipal, Lagos |                         |
|                   |       | Reporte | Friðriksdóttir 80' | Árbitra: Lucila Venegas  | Árbitra: Lucila Venegas |

### Grupo B
| Equipo         | Pts | PJ | PG | PE | PP | GF | GC | DG |
| -------------- | --- | -- | -- | -- | -- | -- | -- | -- |
| Japón          | 9   | 3  | 3  | 0  | 0  | 5  | 1  | +4 |
| Estados Unidos | 6   | 3  | 2  | 0  | 1  | 7  | 2  | +5 |
| Dinamarca      | 3   | 3  | 1  | 0  | 2  | 1  | 7  | −6 |
| Noruega        | 0   | 3  | 0  | 0  | 3  | 2  | 5  | −3 |

- Los horarios corresponden a la Hora del Oeste Europeo (WET): UTC±00:00

| 29 de febrero, 12:40 | Japón                         | 2:1     | Noruega       | Estadio Municipal, Parchal |                         |
|                      | Nagasato 45+1' · Kawasumi 66' | Reporte | Herlovsen 17' | Árbitra: Lucila Venegas    | Árbitra: Lucila Venegas |

| 29 de febrero, 17:00 | Estados Unidos                                             | 5:0     | Dinamarca | Estadio Municipal, Lagos                        |                                                 |
|                      | Morgan 21', 82' · Wambach 45+1' · Lloyd 77' · Leroux 90+1' | Reporte |           | Asistencia: 300 espectadores Árbitra: Liang Qin | Asistencia: 300 espectadores Árbitra: Liang Qin |

| 2 de marzo, 12:10 | Dinamarca | 0:2     | Japón                     | Estadio Municipal, Parchal                             |                                                        |
|                   |           | Reporte | Sugasawa 52' · Ohno 90+1' | Asistencia: 250 espectadores Árbitra: Irazema Aguilera | Asistencia: 250 espectadores Árbitra: Irazema Aguilera |

| 2 de marzo, 15:00 | Estados Unidos           | 2:1     | Noruega        | Estadio Municipal, Lagos                              |                                                       |
|                   | Wambach 52' · Leroux 83' | Reporte | Thorsnes 90+3' | Asistencia: 300 espectadores Árbitra: Salomé di Iorio | Asistencia: 300 espectadores Árbitra: Salomé di Iorio |

| 5 de marzo, 14:10 | Noruega | 0:1     | Dinamarca    | Desportivo da Nora Park, Ferreiras              |                                                 |
|                   |         | Reporte | Rasmussen 7' | Asistencia: 223 espectadores Árbitra: Nami Sato | Asistencia: 223 espectadores Árbitra: Nami Sato |

| 5 de marzo, 14:10 | Japón      | 1:0     | Estados Unidos | Estadio Algarve, Faro                                   |                                                         |
|                   | Takase 84' | Reporte |                | Asistencia: 1.000 espectadores Árbitra: Pernill Larsson | Asistencia: 1.000 espectadores Árbitra: Pernill Larsson |

### Grupo C
| Equipo   | Pts | PJ | PG | PE | PP | GF | GC | DG |
| -------- | --- | -- | -- | -- | -- | -- | -- | -- |
| Gales    | 7   | 3  | 2  | 1  | 0  | 3  | 1  | +2 |
| Portugal | 6   | 3  | 2  | 0  | 1  | 6  | 2  | +4 |
| Hungría  | 3   | 3  | 1  | 0  | 2  | 2  | 6  | –4 |
| Irlanda  | 1   | 3  | 0  | 1  | 2  | 1  | 3  | −2 |

- Los horarios corresponden a la Hora del Oeste Europeo (WET): UTC±00:00

| 29 de febrero, 15:00 | Irlanda | 0:1     | Hungría  | Estadio Municipal, Silves |                          |
|                      |         | Reporte | Sipos 2' | Árbitra: Carina Vitulano  | Árbitra: Carina Vitulano |

| 29 de febrero, 15:45 | Portugal | 0:1     | Gales       | Estadio Municipal, Parchal |                           |
|                      |          | Reporte | James 90+2' | Árbitra: Pernilla Larsson  | Árbitra: Pernilla Larsson |

| 2 de marzo, 15:30 | Portugal                                            | 4:0     | Hungría | Estadio Municipal, Parchal |                        |
|                   | Rodrigues 13' · Mendes 56' · Borges 64' · Couto 85' | Reporte |         | Árbitra: Abirami Apbai     | Árbitra: Abirami Apbai |

| 2 de marzo, 18:00 | Gales | 0:0     | Irlanda | Desportivo da Nora Park, Ferreiras |                         |
|                   |       | Reporte |         | Árbitra: Aissata Amegee            | Árbitra: Aissata Amegee |

| 5 de marzo, 17:15 | Hungría  | 1:2     | Gales           | Estadio Municipal, Vila Real de Santo António |                    |
|                   | Vágó 72' | Reporte | Lander 10', 50' | Árbitra: Liang Qin                            | Árbitra: Liang Qin |

| 5 de marzo, 17:15 | Portugal       | 2:1     | Irlanda   | Estadio Algarve, Faro   |                         |
|                   | Borges 7', 74' | Reporte | Quinn 29' | Árbitra: Margaret Domka | Árbitra: Margaret Domka |

## Fase final
- Los horarios corresponden a la Hora del Oeste Europeo (WET): UTC±00:00

### 11.º puesto
| 7 de marzo, 11:00 | Hungría    | 1:2     | Irlanda                    | Estadio Municipal de Quarteira, Quarteira |                         |
|                   | Tálosi 60' | Reporte | O'Gorman 18' · Russell 52' | Árbitra: Aissata Amegee                   | Árbitra: Aissata Amegee |

### 9.º puesto
| 7 de marzo, 10:15 | Portugal | 0:1     | China         | Estadio Algarve, Faro    |                          |
|                   |          | Reporte | Ma Xiaoxu 58' | Árbitra: Katalin Kulcsár | Árbitra: Katalin Kulcsár |

### 7.º puesto
| 7 de marzo, 11:00 | Gales | 0:3     | Noruega                | Estadio Municipal de Loulé, Loulé |                        |
|                   |       | Reporte | Pedersen 49', 69', 81' | Árbitra: Jana Adámková            | Árbitra: Jana Adámková |

### 5.º puesto
| 7 de marzo, 11:00 | Islandia         | 1:3     | Dinamarca                                   | Desportivo da Nora Park, Ferreiras                   |                                                      |
|                   | Magnúsdóttir 44' | Reporte | Troelsgaard Nielsen 3', 18' · Rasmussen 88' | Asistencia: 54 espectadores Árbitra: Salomé di Iorio | Asistencia: 54 espectadores Árbitra: Salomé di Iorio |

### 3.º puesto
| 7 de marzo, 11:00 | Suecia | 0:4     | Estados Unidos                    | Estadio Municipal, Parchal                        |                                                   |
|                   |        | Reporte | Morgan 4', 33', 73' · Wambach 36' | Asistencia: 400 espectadores Árbitra: Morag Pirie | Asistencia: 400 espectadores Árbitra: Morag Pirie |

### Final
| 7 de marzo, 13:10 | Alemania                                        | 4:3     | Japón                                    | Estadio Algarve, Faro                                |                                                      |
|                   | Marozsán 20' · Okoyino da Mbabi 22', 88', 90+2' | Reporte | Kawasumi 35' · Tanaka 55' · Nagasato 90' | Asistencia: 500 espectadores Árbitra: Margaret Domka | Asistencia: 500 espectadores Árbitra: Margaret Domka |

| Campeón             |
| Alemania 2.º título |

## Goleadoras
| Jugadora               | Goles |
| ---------------------- | ----- |
| Celia Okoyino da Mbabi | 6     |
| Alex Morgan            | 5     |
| Ana Borges             | 3     |
| Antonia Göransson      | 3     |
| Abby Wambach           | 3     |